# DXing
DXing (DX-инг, приймання далеких радіостанцій) — вид хобі, що полягає в розпізнаванні радіосигналів як мовних радіостанцій, так і радіоаматорів. З метою отримання підтвердження від джерела радіосигналу складаються і відправляються так звані Рапорти про приймання, радіомовник у відповідь на правильно складений рапорт посилає письмове підтвердження факту приймання, зазвичай виражене у вигляді QSL-картки — друкованої листівки з символікою радіостанції. Термін DX прийшов з телеграфних скорочень і означає він «віддалений», «далекий».

## Далеке приймання на середніх хвилях
Починаючи з 1950х років, і до середини 1970-х, існувало безліч потужних станцій у Північній Америці, таких як KDKA, WLW, CKLW, CHUM, WABC, WJR, WLS, WKBW, KHJ, KAAY, KSL і цілий ряд передавачів на кордоні з Мексикою, що транслювали популярну у ті часи музику (у форматі «Top 40»). Оскільки більшість невеликих локальних радіостанцій у діапазоні середніх хвиль повинні були вимикатися вночі, то потужні, 50-кіловатні станції радували[уточнити] слухачів можливістю приймання на територіях, віддалених за сотні кілометрів.
Популярність DXing-а на середніх хвилях, починаючи з 1970-х, скоротилася через масовий перехід популярних музичних станцій до ультракороткохвильового діапазону з частотною модуляцією (ЧМ, англ. FM). Якість звуку при ЧМ значно краща, ніж при АМ, але радіус дії передавача суттєво обмежений. Тим часом, діапазон середніх хвиль у Сполучених Штатах все більш і більш насичувався новими станціями, що отримували дозвіл на роботу у нічний час. У Канаді станції почали переходити на FM пізніше, починаючи з 1980х років. За межами Північної і Південної Америки, а також Австралії, найбільша частина станцій середньохвильового діапазону — це державні мережі[джерело?], що працюють з потужностями в сотні і навіть тисячі кіловат. Втім, малопотужні станції продовжують існувати, і з огляду на їх непостійне проходження на великі відстані, залишаються вельми популярними серед любителів далекого приймання.
На початку ери радіомовлення слухачі, які мали лише детекторні радіоприймачі і довгі антени (як правило, кілька десятків метрів проводу, підвішеного над землею), могли прийняти лише кілька мовних радіостанцій, що знаходилися дуже далеко від них. Сигнали найпотужніших станцій були чутні за сотні кілометрів, але для приймання слабких сигналів були потрібні приймачі з вищою чутливістю.

## Приймання далеких станцій на коротких хвилях
Приймання міжнародних мовників, сигнали яких поширювалися по всьому світу на коротких хвилях, було популярним як серед звичайних слухачів, так і серед любителів DX-ингу. З розвитком технологій передачі аудіопотоку через інтернет, багато мовників (у тому числі BBC і Голос Америки) скоротили, або зовсім ліквідували свої короткохвильові трансляції. Релігійні радіостанції ще широко використовують короткі хвилі для доступності по всьому світу і, зокрема, в менш розвинених країнах.
На додаток до міжнародних мовних станцій, на коротких хвилях так само є і військовий зв'язок, RTTY, радіоаматори, вільні неліцензовані мовники («пірати»), а також загадкові для багатьох номерні радіостанції. Багато станцій передають з односмуговою модуляцією (SSB), для приймання таких сигналів потрібен радіоприймач з SSB-демодулятором.

## Приймання далеких телевізійних і УКХ-станцій
Сигнали станцій, що працюють на ультракоротких хвилях з частотною модуляцією, а також телевізійних станцій (особливо у нижній частині діапазону), схильні до спорадичного проходження, і можуть прийматися за сотні і навіть тисячі кілометрів. Наприклад, іноді американські радіостанції приймаються у Західній Європі. Правда, відгуків про приймання західно-європейських радіостанцій в Америці не помічено.[джерело?]
Поліція, пожежні служби і військові передавачі теж можуть прийматися при дальньому прийомі на цих частотах за допомогою всехвильових спеціальних приймачів («сканерів»), хоча, в основному, вони цікаві для місцевого прослуховування. На відміну від комерційних мовників, які ідентифікують себе в ефірі як мінімум, на початку кожної години (або через використання ними протягом усього ефіру різних слоганів, реклами і т. д.), дані радіосигналів пізнати важче.

## DX-зв'язки
Хоча класичним визначенням і критерієм поняття «DX» є відстань, сьогодні це також означає і, безпосередньо, зв'язок двох віддалених один від одного радіоаматорських станцій. На коротких хвилях можна почути радіоаматорські позивні з різних країн. На УКХ можна почути радіоаматорській станції, що знаходяться, як правило, в тій же країні або континенті, де ведеться приймання. Приймання більш віддалених станцій можливе рідко.[джерело?]
З метою зручності проведення змагань, деякі території можуть бути названі «DX-країнами», незважаючи на неповну відповідність з межами країн на політичній карті світу. Наприклад, Французький протекторат на острові Реюньйон в Індійському океані, вважається як DX-країна, навіть якщо він є територією Франції. Правила для визначення країн DX можуть бути досить складними і, щоб уникнути можливої плутанини, радіоаматори часто використовують «суб'єкти».
Для приймання рідкісних і важкодоступних територій часто організовуються виїзди — «DX-педіції». Часто організовуються конкурси, де радіоаматори працюють на своїх станціях в певні дати і протягом фіксованого часу, щоб встановити зв'язок з якомога більшою кількістю DX-станцій. Також, багато радіоклубів присуджують дипломи за певну кількість QSO (сеансів зв'язку) з DX-станціями. Найпростіший присуджується, наприклад, за QSO з аматорськими радіостанціями з мінімум 50 різних суб'єктів.[що?]

## DX клуби
Багато радіоаматорів є членами DX-клубів. Існує багато DX-клубів у багатьох країнах по всьому світу. Вони завжди корисні для пошуку інформації та останніх свіжих новин у світі радіо. Багато відвідують різні радіо-зльоти, де спілкуються на теми, пов'язані зі своїм хобі.

## QSL-картки

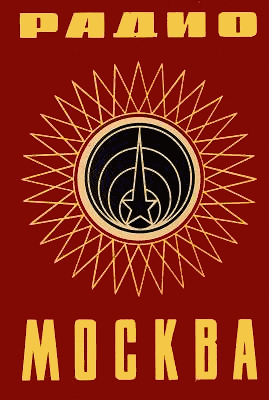
QSL-картка радіо Москва, 1969

Ще однією з цікавих сторін далекого приймання як хобі є колекціонування QSL-карток (від прийнятих радіомовців), що підтверджують документально факт приймання радіостанції в певному місці, відправлений мовнику у вигляді спеціального документа (іноді називається SINPO рапортом, див. далі). Зазвичай на QSL-картках з одного боку розташовується картинка, або малюнок, а з іншого боку — деталі приймання (частота, діапазон, і т. д.). Більшість мовників використовують технологічні фотографії своїх передавальних антен, студій, або просто красиві, з точки зору культури і традицій, фотографії своєї країни, на зразок як на листівках.

QSL-картка радіостанції WYFR, випущена з нагоди її 50-річчя
QSL-картка Польського радіо для закордону
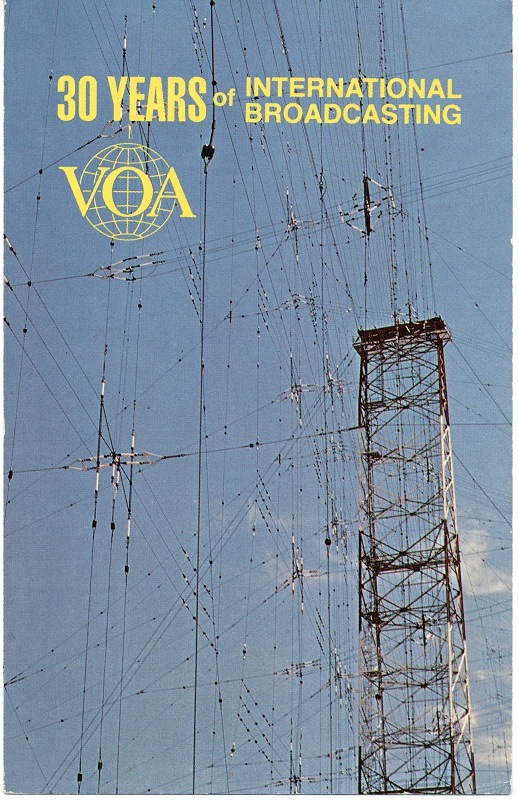
QSL-картка «Голосу Америки» (1972 рік)
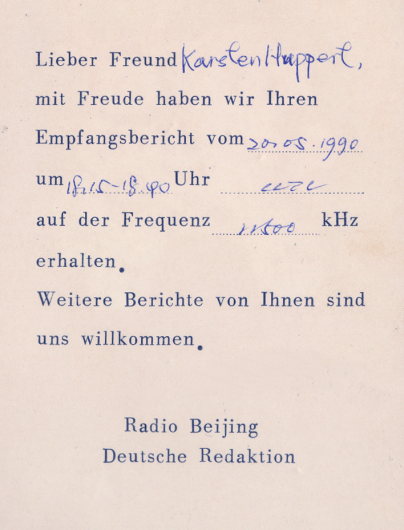
QSL картка Радіо Пекін, 1990.

## SINPO-рапорти
Оцінка приймання будь-яких сигналів складається за спеціальною шкалою, що називається SINPO. За цією шкалою оцінюється умовне, суб'єктивне сприйняття сигналу віддаленого кореспондента або станції. Абревіатура складається з перших літер слів: S-Signal strength — сила сигналу, I-Interference — інтерференція (взаємодія з сигналом-завадою), N — Noise static — статичний шум, «шум ефіру», P — Propagation disturbance — проблеми при поширенні сигналу, O — Overall merit — загальна оцінка.
| Шкала | S            | I             | N            | P                             | O               |  |
| SINPO | Сила сигналу | Інтерференція | Шум          | Порушення умов розповсюдження | Загальна оцінка |  |
| ----- | ------------ | ------------- | ------------ | ----------------------------- | --------------- |  |
| 5     | Відмінно     | Немає         | Немає        | Немає                         | Відмінно        |  |
| 4     | Добре        | Незначне      | Незначне     | Незначне                      | Добре           |  |
| 3     | Задовільно   | Помірно       | Помірно      | Помірне                       | Задовільно      |  |
| 2     | Незадовільно | Сильно        | Сильний      | Сильне                        | Незадовільно    |  |
| 1     | Ледве чутно  | Дуже сильно   | Дуже сильний | Дуже сильне                   | Дуже погано     |  |

Після деякого досвіду, на практиці аналіз сигналу за допомогою цих значень зазвичай не становить складнощів. Майте на увазі, що мовник буде отримувати аналогічні повідомлення від інших слухачів з вашого регіону з тією ж програмою, яку ви слухали.
Після прослуховування певної станції (зазвичай від 30 хвилин до 2 годин), слухач повинен створити звіт з SINPO-ідентифікацією якості сигналу, вказати своє місце розташування (це частіше називається QTH в радіоаматорського термінології) по довготі і широті. Якщо ви знаходитесь в багатонаселеному відомому місті, то можна вказати просто назву, не турбуючись про географічне положення. Далі — короткий опис програми, яку ви прослухали, ваша думка про неї, побажання, якщо такі є. Рапорт можна відправити на радіостанцію як звичайною поштою, так і електронною, але обов'язково з зазначенням того факту, що ви хочете отримати QSL. Деякі станції вимагають тільки спрощений SIO-код.

## DX-зв'язок
DX-зв'язок — це радіозв'язок на великі відстані, з використанням шарів іоносфери для відображення і заломлення сигналу. Сигнал повертається на поверхню землі, і може бути знову відображений назад в іоносферу для подальшого відображення ще раз. Іоносферні відображення, як правило, можливі лише на частотах нижче 50 МГц, і дуже залежать від атмосферних умов, часу доби, та від сонячної активності. Вони також залежать від сонячних бур і деяких інших сонячних подій, які можуть змінити стан іоносфери Землі потоками заряджених часток.
Кут заломлення визначає мінімальну відстань, при якому відбитий сигнал в перший раз повернеться на землю. Це відстань збільшується з частотою. В результаті, будь-яка станція буде мати навколо себе «мертву зону», де вона не буде чутна іншим станціям, і не почує їх.
Це явище дозволяє приймати сигнал на коротких хвилях далеко за межами прямої видимості. Цим користуються радіоаматори, короткохвильові мовні станції та ін. Це те, що дозволяє нам приймати в нічний час на середніх хвилях станції, розташовані далеко від їхнього місця приймання. Це одне з резервних рішень на випадок відмови супутникового зв'язку через магнітні бурі.

## Обладнання для приймання далеких станцій
Радіо-обладнання, що використовується для далекого приймання в наші дні має широкий асортимент, від недорогих портативних приймачів, до ресиверів класу «Люкс», що коштують тисячі доларів. Використовуючи навіть найпростіший радіоприймач, що має діапазон середніх хвиль, можна легко почути потужні станції, що поширюються на сотні кілометрів у нічний час. Недорогі короткохвильові приймачі можуть приймати сигнали з декількох країн протягом будь-якого часу доби.
Серйозні радіоаматори використовують складніші приймачі, розроблені спеціально для «витягування» дуже слабких і далеких сигналів, і часто будують свої власні антени, спеціально розраховані на конкретну смугу частот. Існує багато думок щодо переваг різних «бюджетних» приймачів і їх «великих братів», що коштують дуже багато. Різниця між цими двома типами радіо помітна, як правило, за складних умов приймання, або коли необхідний специфічний діапазон частот. Дорогий приймач, як правило, має чіткішу фільтрацію сигналу, а також кращу селективність по сусідньому каналу (відділення один від одного двох перебувають близько по частоті радіостанцій з різним рівнем сигналу), що іноді призводить до різниці в можливості прийняти або не прийняти сигнал в дуже непростих умовах. При прийманні потужних широкомовних радіостанцій різниця між двома приймачами буде ледь помітна.

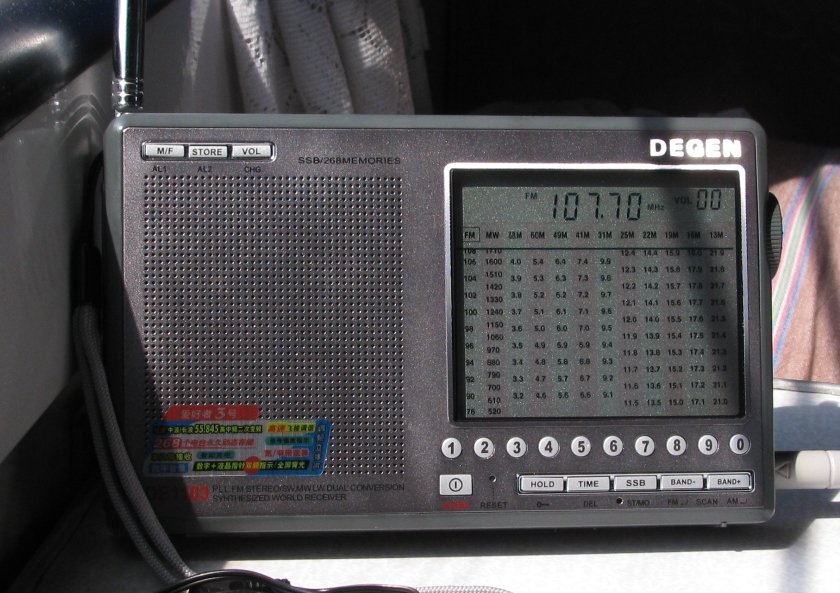
Всехвилевий ДХ / СХ / КХ / УКХ радіоприймач DEGEN DE1103. Яскравий представник бюджетного класу, не найдешевший, проте дуже непоганий за поєднанням ціни та якості.

Використання автомобільних приймачів теж популярне[джерело?] для приймання радіомовних діапазонів.
Інша недавня тенденція для любителів — використовувати численні радіостанції і антени, підключаючи їх до персонального комп'ютера. За допомогою сучасного програмного забезпечення з управління радіо, радіостанції можуть бути автоматично згруповані разом, і налаштування однієї радіостанції може налаштувати всі інші в цій групі. Такий досвід DX іноді згадується як різноманітність приймання і полегшує порівняння різних антен і приймачів.
Наявність як мінімум двох диполів-антен, розташованих під прямим кутом один до одного, наприклад одна в положенні «північ-південь», а друга в положенні «захід-схід», дає змогу отримати зовсім різні результати з приймання тих чи інших станцій. Ці прості антени можуть бути виготовлені з дуже низькими витратами на кабель і кілька ізоляторів.

## Хобі
В цілому, кожен слухач радіо знаходить в цьому для себе якийсь свій сенс і отримує задоволення від різних речей. Комусь просто важливо отримати будь-яку інформацію від зарубіжних радіостанцій, комусь важливий сам факт прийняття далекої частоти, декому цікаво саме спілкування з колегами по хобі і поліпшення власного досвіду шляхом обміну інформацією, хтось колекціонує QSL-картки, або листівки чи конверти з інших країн. Але всіх об'єднує лише одне — це любов до радіо, яка, як правило, займає значний період в житті радіоаматорів.